# Donegal (kiesdistrict)
Donegal is een kiesdistrict in Ierland dat gebruikt wordt voor verkiezingen voor Dáil Éireann, het lagerhuis van het Ierse parlement. Het district omvat vrijwel het gehele graafschap Donegal, met uitzondering van een klein deel in het zuiden dat deel uitmaakt van het kiesdistrict Sligo-Leitrim. Het huidige district werd gevormd bij de herindeling in 2012 uit de samenvoeging van Donegal North-East en Donegal South-West. Eerder bestond het district tussen 1921 en 1937 én tussen 1977 en 1981. Het district heeft 5 zetels te verdelen.
Voorafgaand aan de  verkiezingen van 2016 hadden Sinn Féin en Fianna Fáil beiden 1 zetel in de twee oude districten van Donegal, Fine Gael had 1 zetel en 1 zetel werd ingenomen door een onafhankelijke kandidaat.
In het nieuwe Donegal behield Fianna Fáil 2 zetels, terwijl Sinn Féin genoegen moest nemen met 1 zetel, Fine Gael en de onafhankelijke kandidaat, Thomas Pringle uit South-West, behielden hun  oude zetel.

## Referendum
Bij het abortusreferendum in 2018 stemde in het kiesdistrict 48,1% van de opgekomen kiezers voor afschaffing van het abortusverbod in de grondwet. Daarmee was Donegal het enige kiesdistrict in het land waar de tegenstanders van afschaffing een meerderheid vormden.